# ハッシュタグハウス
『HASHTAG HOUSE』（ハッシュタグハウス）は、ABEMAが製作・配信している日本のリアリティ番組。 2024年12月7日から2025年2月5日まで放送された。

## 概要
SNS総フォロワー1000万人のZ世代に人気のインフルエンサー10人が、共同生活をしながらSNSスキルを競う、バトルゲーム・リアリティショー。
メンバーは、ハッシュタグハウス公式Instagram・YouTube・TikTokを運用しながらゲームに参加していた。
ゲームマスターは、バーチャルヒューマンのimmaが務める。2025年2月8日の最終回生放送で、SNSバトルを制した優勝者（ジョージ）が発表された。